# Cendín Damdinsüren
Cendín Damdinsüren (14. září 1908 Matad – 27. května 1986 Ulánbátar) byl mongolský spisovatel považovaný za spoluzakladatele moderní mongolské literatury. Zabýval se mongolštinou teoreticky, přeložil do moderní (chalchské) mongolštiny Tajnou kroniku Mongolů a vydával i další starší mongolské autory. Také překládal světovou literaturu do mongolštiny. Jeho nejznámější autorské dílo je román Zavržená dívka (Гологдсон хүүхэн, 1929). Je autorem textu mongolské hymny.

## Život
Narodil se v roce 1908 jako syn písmáka a pastevce dobytka na území sumu Matad ve Východním ajmagu. Vyučil se u kanceláře okresní správy a po revoluci v roce 1921 pracoval ve veřejných funkcích. Byl písařem u armády, redaktorem novin a v roce 1929 předsedou odborové organizace. V lednu 1929 se stal jedním ze zakladatelů (prvního) spisovatelského kruhu v Mongolsku.
Damdinsüren studoval v letech 1933–1938 na Orientálního institutu v Leningradu. Po svém návratu byl bezdůvodně držen patnáct měsíců ve vazbě. V letech 1939–1946 pracoval ve vědeckém výboru a od roku 1942 jako šéfredaktor největších novin Ünen (Pravda). Damdinsüren byl promován doktorem v roce 1950 po aspirantuře na Orientálním institutu v Leningradu, kde se zabýval eposem Gesar.
V letech 1953–1955 byl předsedou asociace spisovatelů, od roku 1951 dlouholetým poslancem Velkého lidového churalu a členem Světové rady míru. Byl jmenován profesorem a stal se ředitelem sekce jazyků a literatury na Mongolské akademii věd založené v roce 1961. Zároveň však byl stranou několikrát popotahován kvůli „politickým odchylkám“.

## Dílo
Odkázal jak dílo mongolistické, autorské, tak překladatelské. Pro kulturu Mongolska byl důležitý jeho návrh na nový pravopis pro přechod z tradičního písma na cyrilici kolem roku 1941 (ovšem v té době byl vězněn a hrozil mu i trest smrti). Psal teoretické práce o starých mongolských eposech a další teoretické stati (o šíření Rámajány v Mongolsku, 1976). Krom zprostředkování starších eposů vydal i soubor poezii předčasně zemřelého básníka Nacagdordže (1945) i staršího básníka Ravdžá (1962). Sepsal (jako hlavní autor) třídílnou historii mongolské literatury (1957–1976). Překládal Puškina, z tibetštiny básnické dílo 6. dalajlámy Cchangjanga Gjamccho. V letech 1967 a 1969 vydal dvoudílný rusko-mongolský slovník (kvůli druhému dílu měl opět politické problémy).
Dostalo se mu ocenění mongolskou státní cenou (1946, 1948 a 1951). Damdinsürenova knihovna se dochovala a je opatrována v Ulánbátaru.

## Rodina
S manželkou Ljubov Vladimirovnou, rozenou Zeminovou (Зевина Zemina), měl tři syny (Lva, Konstantina a Michaila Dandinsurunoviče Cendina) a jednu dceru (Annu). Dva synové byli fyzikové, jeden ekonom, Anna je mongolistka a tibetoložka.